# Военная диктатура в Чили
Военная диктатура в Чили — период в истории Чили с 1973 по 1990 год, когда государством управляло военное правительство. Военная диктатура была установлена после осуществлённого 11 сентября 1973 года переворота, в ходе которого было свергнуто социалистическое правительство Сальвадора Альенде и к власти пришла военная хунта под руководством Аугусто Пиночета.

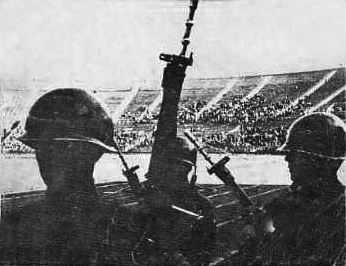
Национальный стадион в Сантьяго в качестве концентрационного лагеря после переворота 11 сентября 1973 года

Годы правления режима, объявившего своим девизом «национальное возрождение», были отмечены экономическим ростом, принятием в 1980 году новой Конституции страны, частичной приватизацией систем здравоохранения и образования, а также преследованием представителей левой оппозиции: за 17 лет более 3000 человек было убито или пропало без вести. Для проведения экономических реформ была привлечена группа чилийских экономистов — сторонников неолиберализма и идей Чикагской школы экономики (Чикаго-бойз). Несмотря на это, горнодобывающая компания CODELCO оставалась в руках государства на всём протяжении существования режима.

## Политика военного правительства
Вскоре после переворота Пиночет заявил, что вооружённые силы остаются верны своему профессиональному долгу, что только чувства патриотизма, а также (цитата из его заявления) «марксисты и обстановка в стране» вынудили их взять власть в свои руки, что «как только спокойствие будет восстановлено, а экономика выведена из состояния коллапса, армия вернётся в казармы». Генерал даже установил срок для реализации этих целей — около 20 лет, после чего Чили вернётся к демократии.
До декабря 1974 года оставался главой военной хунты, а уже с декабря 1974 года по март 1990 года пребывал на посту президента Чили, являясь одновременно главнокомандующим вооружёнными силами страны. Со временем он сумел сосредоточить в своих руках всю полноту власти, устранив всех своих конкурентов — генерал Густаво Ли получил отставку, адмирал Мерино, формально остававшийся в составе хунты, со временем был лишён всякой власти, министр внутренних дел генерал Оскар Бонилья погиб в авиакатастрофе при невыясненных обстоятельствах. Летом 1974 года был принят закон «О юридическом статусе правительственной хунты», в котором Пиночет провозглашался верховным носителем власти. Он был наделён широкими полномочиями, в том числе правом единолично объявлять военное положение, одобрять или отменять любые законы, назначать и смещать судей. Его власть не ограничивалась ни парламентом, ни политическими партиями (хотя продолжала формально ограничиваться другими членами хунты).
Ещё 21 сентября 1973 года, согласно президентскому декрету-закону, был распущен Национальный Конгресс Чили, как было заявлено, вследствие невозможности «соблюдать в настоящее время законодательные требования, предъявляемые к установленной процедуре принятия законов». Запрету подверглись не только коммунисты и левые, но и Христианско-демократическая партия. Самораспустилась поддержавшая хунту Национальная партия. Даже ультраправая организация Родина и свобода (PyL), активно способствовавшая перевороту Пиночета, прекратила свою деятельность уже 13 сентября. Лидер PyL Пабло Родригес стал политическим советником Пиночета, но командир боевых групп PyL Роберто Тиеме резко критиковал политику режима и вынужден был эмигрировать, а руководитель пропаганды Мануэль Фуэнтес Вендлинг даже побывал под арестом. Некоторое время существовала Команда Роландо Матуса как подсобная структура карательных органов, но и её деятельность прекратилась к концу 1970-х.
С первых дней своего правления военный режим объявил состояние «внутренней войны». Пиночет заявил: «Из всех наших врагов главным и наиболее опасным является коммунистическая партия. Мы должны разрушить её сейчас, пока она реорганизуется по всей стране. Если нам это не удастся, она рано или поздно уничтожит нас». Были учреждены военные трибуналы, заменившие гражданские суды, созданы тайные центры пыток (Londres 38, Колония Дигнидад, Вилла Гримальди) несколько концлагерей для политзаключённых. Были произведены казни наиболее опасных из противников режима — на стадионе «Сантьяго», в ходе операции «Караван смерти» и других. Сильным ударом по компартии стала операция тайной полиции Дело улицы Конференция в 1976 году. Репрессии, незаконное лишение свободы и пытки политических противников продолжались на протяжении всего периода правления Пиночета.
Значительную роль в первые месяцы репрессий играли военные разведслужбы: армейская разведка, военно-морская разведка, разведка военно-воздушных сил и разведка корпуса карабинеров. Однако вскоре для лидеров режима стало ясно, что органы военной разведки не справляются с поставленными задачами. В январе 1974 года начинает создаваться единый национальный разведывательный орган. Сначала был образован Национальный исполнительный секретариат по делам заключённых, а летом того же года — Управление национальной разведки (ДИНА) под руководством Мануэля Контрераса, ближайшими сотрудниками которого стали Рауль Иттуриага, Педро Эспиноса, Сесар Мартинес Браво, Марсельо Морен Брито, Херман Баррига, особой жестокостью отличался агент Освальдо Ромо. В число её задач входил сбор и анализ данных, необходимых для обеспечения национальной безопасности, а также физическое уничтожение оппозиционеров. К середине 1970-х годов ДИНА насчитывала до 2,5 тысяч сотрудников и до 20 тысяч осведомителей. Властные амбиции ДИНА вызывали недовольство военных. В конкуренции с тайной полицией представители военных разведслужб создали Соединённую команду разведок во главе с оперативником авиационной разведки Роберто Фуэнтесом Моррисоном.
Мишенью новой секретной службы в ходе инициированной ею операции «Кондор» стали находившиеся в эмиграции противники военного правительства. Первой жертвой стал генерал Карлос Пратс, проживавший в Аргентине. 30 сентября 1974 года он вместе с женой был взорван в собственном автомобиле прямо в центре Буэнос-Айреса (исполнителями выступили агенты ДИНА Майкл Таунли и Мариана Кальехас). Затем началась охота за бывшим министром обороны в правительстве Альенде социалистом Орландо Летельером, который критиковал военный режим из-за рубежа. 11 сентября 1976 года он был объявлен «врагом нации» и лишён чилийского гражданства, а ровно через 10 дней убит агентами ДИНА в Вашингтоне (исполнители — группа Таунли из числа кубинских эмигрантов, непосредственно взрыв осуществил Вирхилио Пас). В августе 1977 года Пиночет издал указ о формальном роспуске ДИНА, на базе этой организации был создан Национальный центр информации (CNI). Как и ДИНА, новый орган непосредственно подчинялся президенту. Первым директором СЕНИ был Контрерас, затем его сменил генерал Мена. Репрессии, в том числе тайные убийства, продолжались и в 1980-х годах, когда во главе CNI стояли личный друг Пиночета генерал Гордон и генерал Салас Венцель (особую известность приобрёл начальник оперативных служб CNI майор Корбалан). Серьёзный резонанс получило убийство профсоюзного лидера Тукапеля Хименеса 25 февраля 1982. Жёсткие дисциплинарные меры в карательном аппарате повлекло ограбление в Каламе 1981 года, ставшее политическим событием. Национальным героем был объявлен офицер СЕНИ Луис Каревич, погибший при предотвращении теракта.
После переворота в Чили наступило 16 лет настоящей культурной ночи, были убиты и попали в тюрьмы ярчайшие представители культуры, огромное количество писателей было выслано из страны, другие – оставшиеся в стране – пережили период внутренней эмиграции.

## Экономические реформы
В области экономики Пиночет выбрал наиболее радикальный путь «чистой» транснационализации. «Чили — страна собственников, а не пролетариев» — не уставал повторять Пиночет. Вокруг него сложилась группа чилийских экономистов, многие из которых учились в Чикаго под руководством Нобелевского лауреата профессора Фридмана и профессора Арнольда Харбергера. Они разработали применительно к Чили программу перехода к свободной рыночной экономике. Сам Фридман придавал большое значение чилийскому эксперименту и неоднократно посещал страну.
Начало стабилизации происходило в условиях гиперинфляции, дефицита платёжного баланса, неблагоприятной внешнеэкономической конъюнктуры. Но отступать никто не хотел, было решено добиться стабилизации любой ценой, а именно: с помощью «шоковой терапии», рекомендованной МВФ. В результате:
- прекращалось государственное финансирование нерентабельных предприятий,
- резко снижалась реальная зарплата,
- сводился к минимуму общественный спрос, объём общих расходов уменьшился на одну треть,
- сократились наполовину государственные инвестиции,
- активно шёл процесс приватизации.

Основные показатели первого этапа:

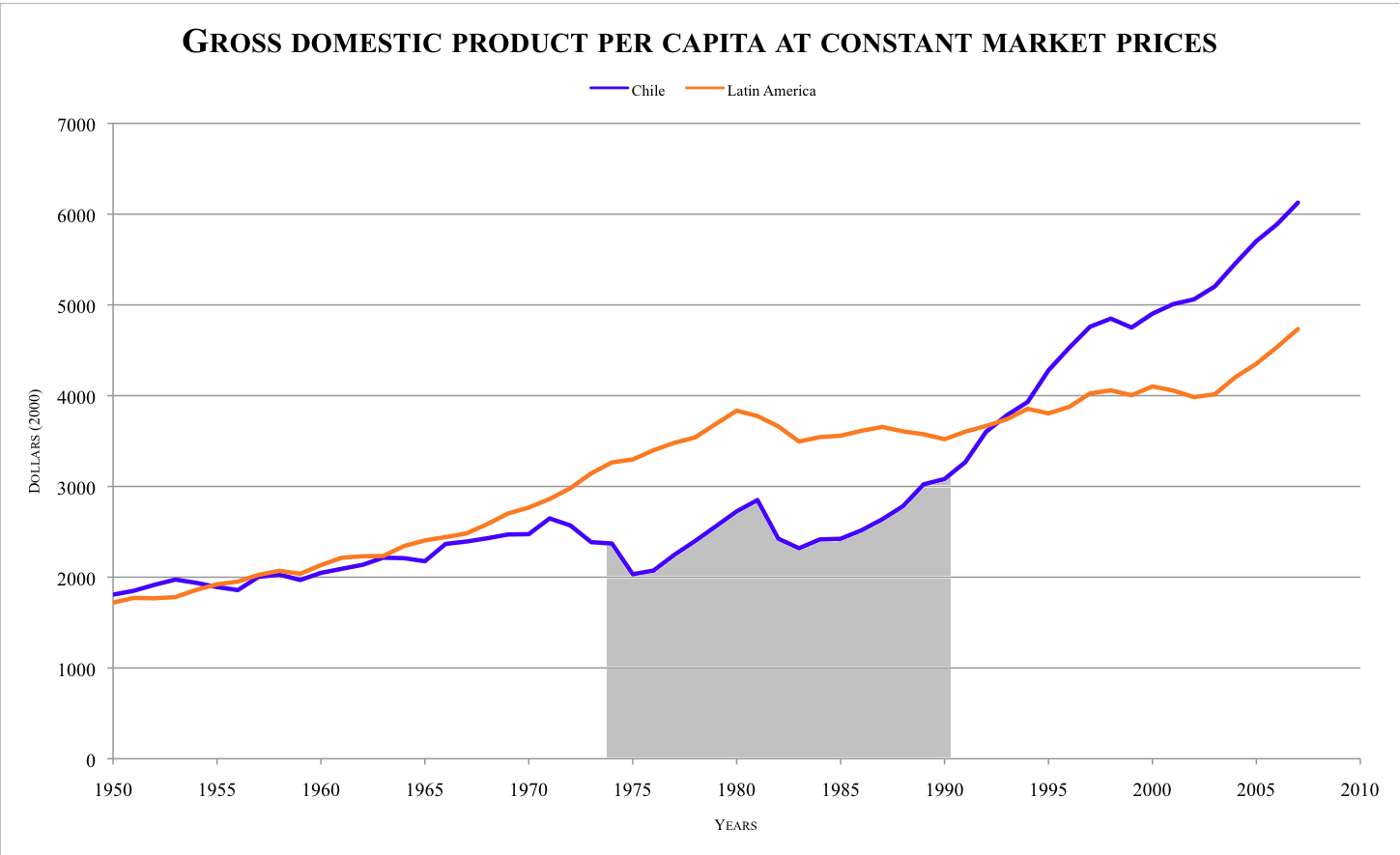
Экономические достижения Пиночета: ВВП Чили (синий) в сравнении с Лат. Америкой в целом (оранжевый), 1950—2008 г. Серым выделен период его президентства

- устойчивые темпы роста ВВП (примерно 6 % в год). С 1977-го по 1981-й год 80 % экономического роста касалось сферы услуг[4].
- снижение втрое дефицита платёжного баланса;
- ликвидация дефицита госбюджета;
- снижение инфляции до 30 % в год;
- оживление динамики промышленного производства;
- модернизация государственного аппарата в сторону роста эффективности управления и сокращении числа занятых в нём.

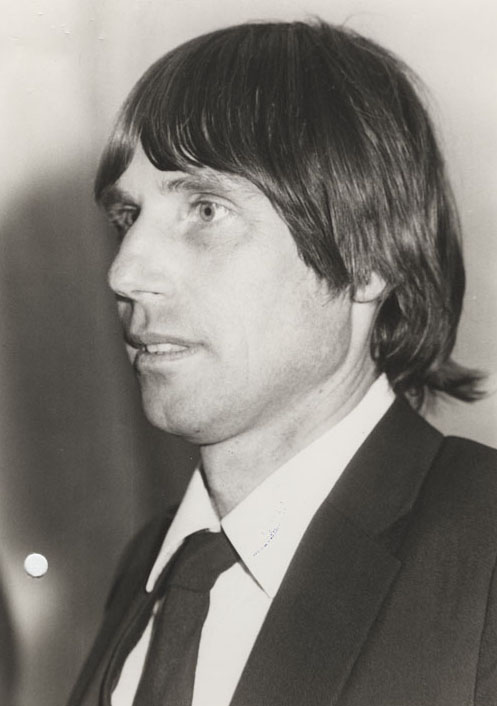
Эрнан Бучи — один из авторов экономических реформ Пиночета

Итоги первого этапа внедрения неолиберальной модели открытой рыночной экономики в Чили, помимо перечисленных достижений, в целом нельзя признать успешными. Среднегодовые темпы прироста ВВП Чили за 17 лет диктатуры были ниже среднего — 1,6 %, в то время как за последующие 17 лет демократии — 4,4 %. «Шоковая терапия» лишь позволила экономике восстановиться после обвала на 13 % в 1975 году. Рост ВВП не сопровождался структурной трансформацией экономики и созданием новых высокотехнологичных отраслей.. Негативными последствиями реформ были:
- рост внешнего долга (почти в пять раз),
- сокращение государственных инвестиций (ниже уровня 1960-х гг.),
- сохранение достаточно высокого потолка инфляции;
- подрыв национальной промышленности (снижение доли в ВВП на 6 %) и особенно её обрабатывающих отраслей (ниже уровня 1973 г.),
- ущемление традиционных предпринимательских кругов;
- высокий уровень безработицы;
- падение средней реальной заработной платы (ниже уровня 1970 года);
- маргинализация и обнищание населения;
- усиление концентрации доходов на одном полюсе общества и социального расслоения на другом (на долю 4,2 % наиболее обеспеченных слоёв приходилось 60,4 % всех доходов при среднегодовом доходе на душу населения 1510 долл.).

На экономическую политику Чили 1980-х годов серьёзно повлиял мировой экономический кризис начала 1980-х. Возник острый конфликт между националистами-корпоративистами из правительственных ведомств, типа Мисаэля Гальегильоса, и неолиберальными экономистами, которых поддерживал Пиночет. К середине 80-х стало ясно, что для поступательного успешного развития чилийской экономики возврат к чисто монетаристской модели и курсу на открытую рыночную экономику нуждается в корректировке. Появление более гибкого «разумного монетаризма» связано с именем министра финансов Чили Эрнана Бучи. Результаты антикризисных мер и последующего «разумного монетаризма» середины и второй половины 80-х годов были впечатляющими:
- инфляция снизилась до среднемирового уровня 9—15 %;
- темпы роста ВВП поднялись в 1984—1988 гг. до 6 %, в 1989 — до 8,5 %; безработица сократилась на 9 % ;
- удалось выплатить по внешней задолженности 2 млрд долл., сократив тем самым сумму внешнего долга на 7 % (1988 г.).

## Конфликт с Аргентиной
В декабре 1978 года появилась угроза войны между Аргентиной и Чили. «Яблоком раздора» стал пограничный спор по поводу владения островами Пиктон, Леннокс и Исла-Нуэва (исп. Picton, Lennox, Nueva) в проливе Бигл и области морской юрисдикции, связанной с этими островами. Острова стратегически расположены с южной стороны Огненной Земли и в проливе Бигл, хотя, возможно, страны боролись больше не за сами территории, а за обладание нефтью, залежи которой в немалом количестве присутствуют на островах.
Первые официальные аргентинские требования о передаче Аргентине островов, которые всегда находились под чилийским контролем, были выдвинуты ещё в 1904 году. Конфликт прошёл несколько фаз: с 1881 — чилийские острова; с 1904 — спорные острова; прямые переговоры, представленные обязательному международному трибуналу; снова прямые переговоры; балансирование на грани войны.
Конфликт был решён через посредничество Папы Римского, и в 1984 году Аргентина признаёт острова чилийской территорией. Соглашение 1984 года решает также несколько сопутствующих очень важных вопросов, включая навигационные права, суверенитет по другим островам в архипелаге, определение границ Магелланова пролива и морских границах на юге — мысе Горн и вне его. 2 мая 1985 года подписано соглашение о границах, согласно которому все три острова вошли в состав Чили.

## Вооружённое сопротивление диктатуре
К 1975 году левые радикалы, ставшие основными жертвами переворота, создали подполье, и в течение 1975 года им удалось провести в Чили 132 вооружённые акции: экспроприации, нападения на склады и казармы с целью захвата оружия, убийства осведомителей и сотрудников политической полиции, обстрелы казарм, организация побегов политзаключённых.
Борцы с режимом оборудовали шесть баз в Андах, на территории Аргентины вблизи чилийской границы, которые использовались как тренировочные лагеря и опорные пункты. Действуя с этих баз, боевики смогли в первой половине 1976 года провести уже 202 акции, экспроприировав свыше 6 млн эскудо, освободив из заключения 38 человек, захватив 84 единицы оружия, выведя из строя 16 самолётов и вертолётов и 56 единиц боевой техники, проведя 29 нападений на казармы, тюрьмы, посты карабинеров и отделения полиции и ДИНА. Однако в марте 1976 года в Аргентине произошёл военный переворот, и в июне 1976 года аргентинская военная авиация разбомбила базы чилийских боевиков. При этом погибло от 800 до 1200 боевиков.
В ноябре 1983 года, после падения военного режима в Аргентине, был создан Патриотический фронт им. Мануэля Родригеса. Используя аргентинскую территорию как базу, он с 1984 года начал активные действия против диктатуры Пиночета. К концу 1987 года нападения на оружейные склады полиции, карабинеров и даже армии приняли систематический характер. Отряды «народного ополчения» стали создавать не только крайне левые, но и Социалистическая партия, в 1988 году несколько отрядов «народного ополчения» создали  даже местные отделения Радикальной партии (вопреки запрету партийного руководства), ещё более правой, чем социалисты. К 1989 году в провинциях Линарес, Био-Био, Арауко, Талька, Кокимбо, Курико и Каутин были районы, в которые с наступлением темноты опасались заходить полиция и карабинеры, торговцы там платили «революционный налог» боевикам.

## Переход к демократии
В январе 1978 года Пиночет провёл референдум о доверии к себе и получил 75 % голосов в свою поддержку. Обозреватели назвали это крупной политической победой Пиночета, чья пропаганда умело использовала антиамериканизм чилийцев, их приверженность таким ценностям, как достоинство нации и суверенитет. Впрочем, не исключалась возможность фальсификации со стороны режима.
В августе 1980 года состоялся плебисцит по проекту конституции. «За» было подано 67 % голосов, против — 30 %. С марта 1981 года конституция вступила в силу, однако осуществление её основных статей — о выборах, конгрессе и партиях — откладывалось на восемь лет; Пиночет без выборов был объявлен «конституционным президентом на восемь лет с правом переизбрания на последующие восемь лет».
В 1981 году — начале 1982 года после кратковременного подъёма экономическая ситуация в стране вновь ухудшилась. Тогда же Пиночет отказался рассматривать «Национальное соглашение о переходе к демократии». В начале июля 1986 года в Чили прошла всеобщая забастовка. В 1983—1986 годах десятки тысяч протестующих выходили на улицы чилийских городов с требованиями достойного уровня жизни и демократии. С начала 1980-х годов Коммунистическая партия Чили приняла «стратегию народного восстания» с применением всех форм борьбы, включая вооружённую. В ответ с 1983 года началось формирование пропиночетовских политических организаций, в 1987 году разрешённых как политические партии — были, в частности, созданы консервативные Независимый демократический союз, Национальное обновление, ультраправые Движение национального действия, Национальный аванпост, формально левая Чилийская социалистическая партия.

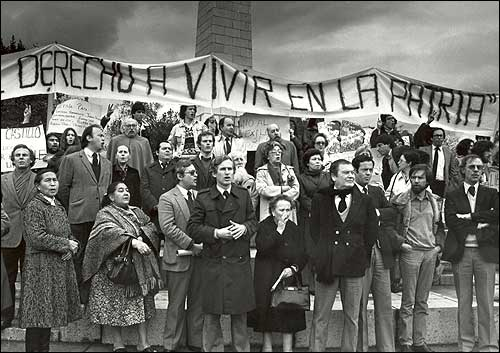
Демонстрация против режима Пиночета, 1985 год

7 сентября 1986 года Патриотическим Фронтом имени Мануэля Родригеса было совершена неудачная попытка убийства диктатора.
На 5 октября 1988 года был назначен промежуточный плебисцит, предусмотренный конституцией 1980 года. После объявления о предстоящем плебисците глава хунты заверил будущих избирателей, что все политические силы, включая оппозиционные, получат право контролировать ход голосования. Власти отменили чрезвычайное положение, разрешили возвратиться в страну бывшим депутатам и сенаторам, руководителям некоторых левых партий и профсоюзов, объявленным ранее «государственными преступниками». Было разрешено возвратиться в Чили и Ортенсии Бусси — вдове Сальвадора Альенде. 30 августа члены хунты, после недолгих дебатов, единогласно назвали кандидатом в президенты Аугусто Пиночета, ему оставалось лишь согласиться. Его назначение единственным кандидатом вызвало взрыв возмущения в Чили. В столкновениях с карабинерами погибли 3 человека, 25 получили ранения, 1150 демонстрантов были арестованы. Оппозиционные силы страны к моменту проведения плебисцита консолидировались, действовали более решительно и организованно. На заключительный митинг на Панамериканском шоссе собралось более миллиона человек — это была самая массовая манифестация за всю историю Чили. Когда опросы общественного мнения стали предсказывать победу оппозиции, Пиночет стал проявлять явные признаки беспокойства. Чтобы привлечь избирателей, он объявил о повышении пенсий и зарплат служащим, потребовал от предпринимателей снизить цены на социально значимые продукты питания (хлеб, молоко, сахар), назначил 100 % дотацию на холодное водоснабжение и канализацию, пообещал раздать крестьянам те земли, которые пока ещё принадлежат государству.
На плебисците, как показали подсчёты, около 55 % избирателей отдали свои голоса против диктатора. За предоставление Пиночету возможности находиться во главе Чили ещё 8 лет высказалось свыше 43 % избирателей. Через две недели после плебисцита был смещён со своего поста близкий друг и соратник Пиночета — Серхио Фернандес, который был объявлен чуть ли не главным виновником поражения. Вместе с Фернандесом глава хунты сместил ещё восемь министров, проведя тем самым крупную чистку в правительстве. Выступая по радио и телевидению, Пиночет оценил итоги голосования как «ошибку чилийцев», однако заявил, что признаёт вердикт избирателей и будет уважать результаты голосования.
На первых после демонтажа диктатуры президентских выборах в декабре 1989 года христианский демократ Патрисио Эйлвин победил фаворита хунты, министра финансов в 1985-89 годах Эрнана Бучи.